# Ебба Гульт де Гєр

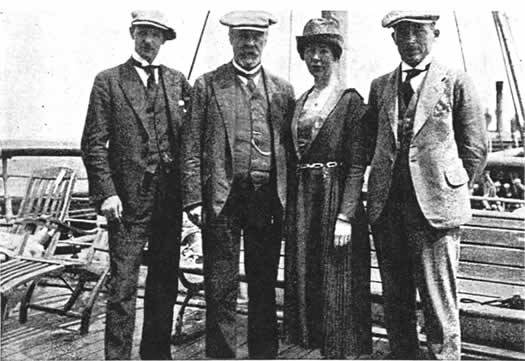
Ебба Хульт де Гєр (третя зліва) на експедиції 1920 року до Північної Америки, з (зліва направо) Рагнар Ліден, Герард де Гєр та Ернст Антевс

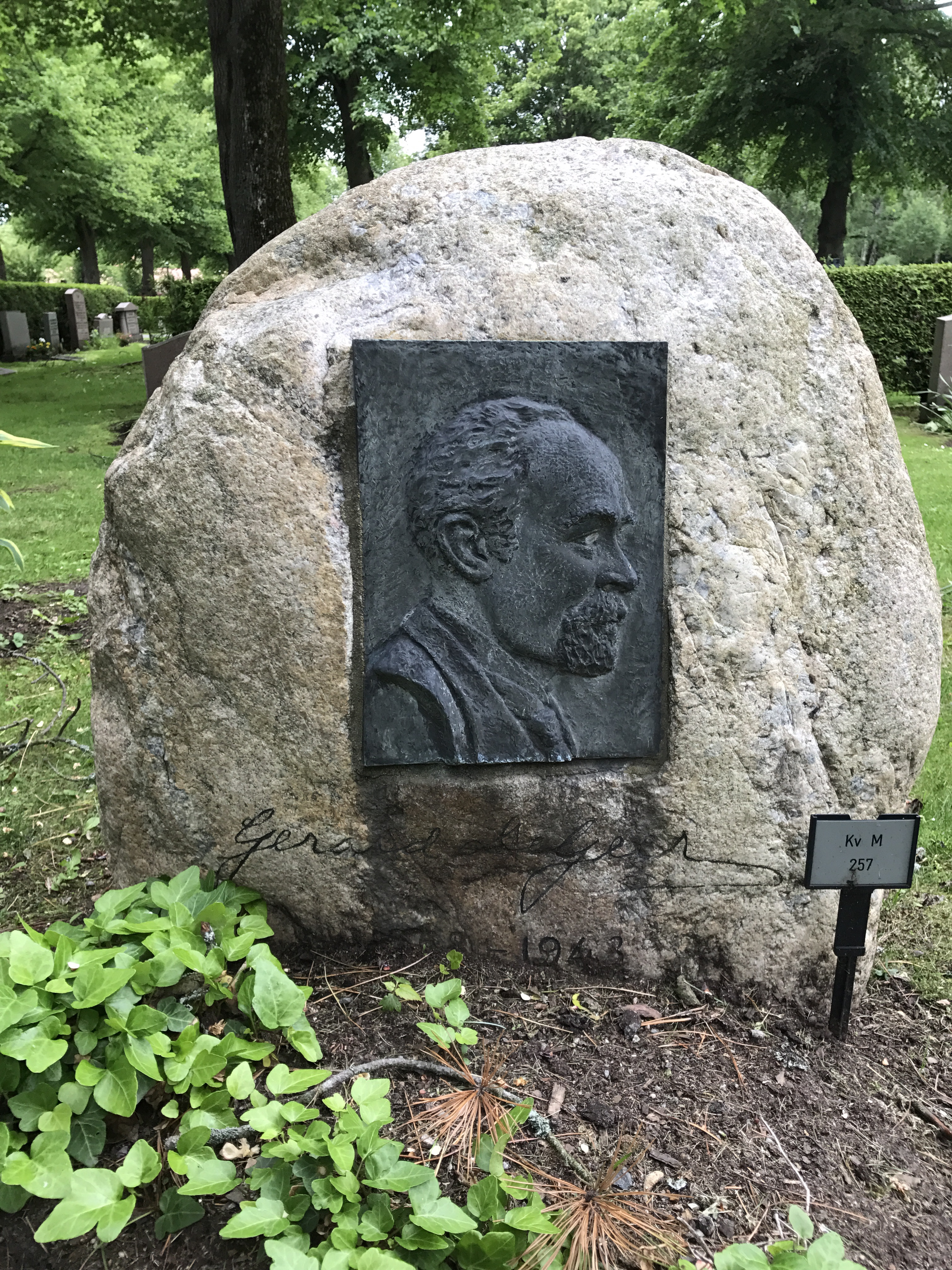
Гробниця Герарда де Гєра, Стокгольм, Кладовище Бромма

Ебба Гульт де Гєр (швед. Ebba Hult De Geer; 2 червня 1882, лен Блекінге, Швеція —1969) — шведський геолог, відома за її розробку геохронології Швеції. Працюючи зі своїм чоловіком, Герард де Гєром, вона використовувала глину з льодовикових озер як доказ стародавнього клімату (палеокліматології) і вивчала подібні відкладення в усьому світі для встановлення історії глобального клімату. Де Гєри були партнерами протягом всієї їх наукової кар'єри, з тих пір, коли вони одружилися в 1908 році. Однак коли Герард помер у 1943 році, внески Ебби в значній мірі забулися. Вони керували Шведським геохронологічним інститутом.